# Salón de la Fama FIBA

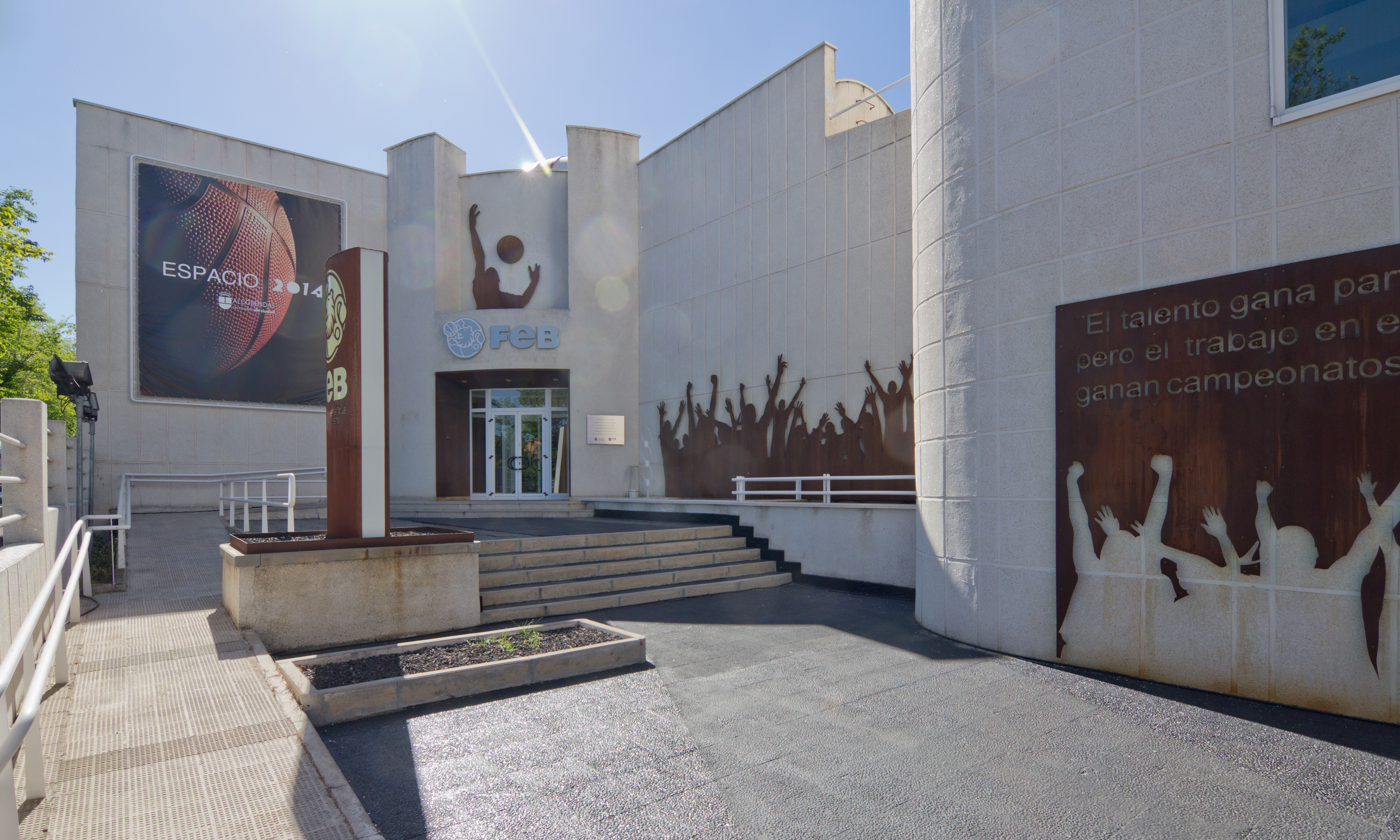
Edificio del Salón de la Fama.

El Salón de la Fama FIBA es un galardón que otorga la Federación Internacional de Baloncesto, y que reconoce y premia a quienes han colaborado a que el baloncesto vaya aumentando en popularidad.
El Salón de la Fama se inauguró el 1 de marzo de 2007 y su sede se situó en Alcobendas, Madrid.
Refleja el deseo y deber de dar tributo a aquellos que han tenido roles claves en la historia del baloncesto internacional, a la misma vez preservando su herencia desarrollando una colección que cuenta con miles de libros y objetos relacionados al baloncesto.
El Salón de la Fama FIBA es un lugar para récords del baloncesto internacional como los de Oscar Schmidt y Hortencia Marcari. Dentro de sus logros, estos dos brasileños cuentan con el récord de mayor cantidad de puntos anotados en Copas del Mundo FIBA masculino y femenino. 
Con carreras internacionales que se extienden casi dos décadas, ningún jugador ha participado en más partidos de baloncesto que Andrew Gaze de Australia y Teresa Edwards de Estados Unidos.